# Autografo (periodico)
Autografo è una rivista di filologia e critica testuale italiana.
La rivista nasce nel 1984 con cadenza quadrimestrale (poi semestrale) pubblicata a cura del Centro per gli studi sulla tradizione manoscritta di autori moderni e contemporanei , che affianca dal 1980 il "Fondo Manoscritti di autori moderni e contemporanei" dell'Università di Pavia creato nel 1973 da Maria Corti insieme a un gruppo di studiosi e filologi della scuola pavese. La rivista presta attenzione allo studio di scrittori italiani e stranieri del Novecento (e qualcuno anche del secondo Ottocento) a partire dai loro autografi e manoscritti.

## Struttura della rivista
La prima sezione di Autografo è dedicata ai "Saggi", pubblicando gli esiti della sua ricerca svoltasi tra filologia e critica. La sezione "Inediti e rari" propone testi, in poesia o prosa o di epistolari, presenti per lo più nel "Fondo Manoscritti di Pavia", inediti o editi da qualche parte di non facile reperibilità. La sezione "Vetrina" contiene invece la presentazione e descrizione critica di un particolare fondo manoscritto d'autore. La sezione "Archivio della memoria" ospita talvolta il ricordo di un protagonista della cultura (o di un suo testimone stretto).
Dopo una prima fase decennale in cui è uscita a cadenza quadrimestrale, la rivista nel 1995 è passata a una cadenza semestrale, assumendo una struttura monotematica a partire dal numero dedicato a Romano Bilenchi.
Nel n. 6 (1985) vi è l'ultima intervista a Italo Calvino, data a Maria Corti. Un'altra sua intervista esaustiva è a Kenzaburō Ōe (n. 34, 1997). Altre interviste importanti sono a Jurij Lotman (n. 24) o a Sebastiano Vassalli. Nel n. 10 (1987) si trova poi un omaggio a Benvenuto Terracini, in qualche modo riconosciuto maestro degli studi a cui la rivista si collega.
Tra le carte analizzate e gli inediti ritrovati e presentati dalla rivista ci sono quelli di autori come Umberto Saba, Eugenio Montale, Luigi Malerba, Romano Bilenchi (n. 28-29 del 1994), Cesare Pavese (n. 36, 1998), Alfonso Gatto, Dino Buzzati, Vanni Scheiwiller (n. 41, 2000), Giuseppe Pontiggia, l'inedito Viaggio in Sardegna di Elio Vittorini, lettere di Camillo Sbarbaro, materiale narrativo di Guido Morselli, appunti ecologici di Andrea Zanzotto, poesie in milanese di Franco Loi ecc.
In memoria di Vittorio Sereni sono stati pubblicati nel n. 9 due interventi di Lalla Romano e di Attilio Bertolucci; per Roberto Longhi il ricordo è stato redatto da Cesare Garboli nel n. 26. La rubrica conclusiva è "Margini", "il cui titolo è una metafora assunta dallo stesso campo semantico del vocabolo "Autografo", come ha scritto la stessa fondatrice Maria Corti: in tale sezione si pubblicano recensioni e segnalazioni significative.
La sezione "Notiziario" è infine come un bollettino sulle attività e le acquisizioni di manoscritti del fondo pavese.

## Ultimi numeri usciti sotto la direzione di Maria Corti
- "Autografo" 34 (1997), Viaggio tra gli autori del Fondo Manoscritti.
- "Autografo" 35 (1997), L'inquieta cultura del Novecento.
- "Autografo" 36 (1998), Suggestive voci di Pavese e Calvino nel Fondo Manoscritti.
- "Autografo" 37 (1998), Ipotesi su Morselli
- "Autografo" 38 (1999), La messinscena di scritto e figurato.
- "Autografo" 39 (1999), Il complesso e ambiguo mondo delle traduzioni.
- "Autografo" 40 (2000), Gioco di lingua e dialetto nel Novecento.
- "Autografo" 41 (2000), A Vanni Scheiwiller: una sirena nell'editoria italiana.
- "Autografo" 42 (2001), Luci intermittenti dai piccoli epistolari.
- "Autografo" 43 (2001), Morte e rinascita del dialetto: da Zanzotto ai novissimi.
- "Autografo" 44 (2002) è dedicato a Maria Corti. Congedi primi ed ultimi all'indomani della morte della fondatrice della rivista.

## Ultima serie
Nel 2011 Autografo, dopo l'interruzione di alcuni anni successiva alla scomparsa di Maria Corti, riprende le pubblicazione con il numero 45 dedicato a Giorgio Manganelli (La "scommemorazione". Giorgio Manganelli a vent'anni dalla scomparsa) presso Interlinea edizioni, con i nuovi direttori Maria Antonietta Grignani e Angelo Stella e un comitato scientifico con Franco Contorbia, Gabriele Frasca, Gianfranca Lavezzi, Anna Longoni, Niva Lorenzini, Clelia Martignoni, Anna Modena, Giuseppe Polimeni e Carla Riccardi, oltre a un comitato internazionale. Il numero 46 è dedicato ad Andrea Zanzotto: I novanta di Zanzotto. Studi, incontri, lettere, immagini.

## Collana
Alla rivista si affianca una collana Biblioteca di Autografo, nata nel 1998 ed edita da Interlinea edizioni con testi di o su autori e studiosi quali: Roberto Rebora, Guido Morselli, Alberto Arbasino, Eugenio Montale, Vanni Scheiwiller, Jurij Lotman, Maria Antonietta Grignani, Giorgio Manganelli, Maria Corti o Amelia Rosselli.